# Пакіша
Пакіша (алб. Pakishti; серб. Пакиша / Pakiša) — село на північному сході Албанії.

## Географія
Входить до складу громади Запод округу Кукес на південних схилах гори Коритник. Розташоване в албанській частині історичної області Гора. Основним населенням якої є етнічна група горанці. Поряд з горанцями частина жителів села становлять також албанці. Крім села Пакіша, горанці в Албанії живуть також в селах Бор'є, Запод, Кошаріште, Оргоста, Орешек, Очікле, Шіштевац та Цернолево.
Село знаходиться менш ніж в півтора кілометрах на захід від кордону Албанії з Косово. Найближче до Пакіше розташоване горанске село Кошаріште (на північний захід від Пакіші), що також входить до складу громади Запод.

## Історія
Після Другої Балканської війни 1913 року частина території Гори, на якій розташоване село Пакіша, була передана Албанії. У 1916 році під час експедиції в Македонію і Поморав'є село відвідав болгарський мовознавець Стефан Младенов, за його підрахунками в селі в той час було близько 31 будинки.
Згідно з рапортом головного інспектора-організатора болгарських церковних шкіл в Албанії Сребрена Поппетрова, складеним в 1930 році, у селі Пакіша  налічувалося близько 50 будинків.